# Le Noyer (Alte Alpi)
Le Noyer è un comune francese di 267 abitanti situato nel dipartimento delle Alte Alpi nella regione della Provenza-Alpi-Costa Azzurra.

## Società

### Evoluzione demografica
Abitanti censiti